# تینا تامپسون
تینا تامپسون (انگلیسی: Tina Thompson؛ زادهٔ ۱۰ فوریهٔ ۱۹۷۵) بازیکن سابق و مربی بسکتبال اهل ایالات متحده آمریکا است.
وی در مسابقات کشوری و بین‌المللی در مجموع برندهٔ ۴ مدال طلا، ۱ مدال نقره، ۱ مدال برنز شده‌است.